# Bibundina pectinata
Bibundina pectinata is een hooiwagen uit de familie Assamiidae. De wetenschappelijke naam van Bibundina pectinata gaat terug op Roewer.